# Plectris paraguayensis
Plectris paraguayensis är en skalbaggsart som beskrevs av Moser 1924. Plectris paraguayensis ingår i släktet Plectris och familjen Melolonthidae. Inga underarter finns listade i Catalogue of Life.